# Star Si 35
A Star Si-35 é uma submetralhadora introduzida em 1935. Foi produzida pela empresa espanhola Star Bonifacio Echeverria do País Basco, Espanha. A Star Si-35 era uma submetralhadora de projeto clássico com coronha de madeira e tubo cilíndrico de metal que contém o cano. A arma possui um retém de baioneta para permitir a montagem de uma baioneta tipo fuzil Mauser. Uma característica única da arma é uma segunda alavanca seletora localizada ao lado da alavanca de segurança que permite ao operador mudar de tiro único para 300 tiros por minuto e 700 tiros por minuto.

## Visão geral
A Star Si-35 é uma submetralhadora 9x23mm Largo que dispara com o ferrolho aberto. Alimenta de carregadores que eram fresados e não estampados, de 10, 30 e 40 cartuchos. Uma série de submetralhadoras foi desenvolvida na década de 1930 pela empresa Echevierra de Eibar (marca "Star") e a Si-35 é a penúltima versão de todos os seus modelos. A arma foi considerada razoavelmente confiável, mas desnecessariamente complicada em seu projeto e revelou-se difícil e cara de fabricar. A arma permaneceu essencialmente a mesma até 1942, quando o projeto foi abandonado em favor de projetos de armas mais simples. A arma possui dois seletores, sendo um seletor de "segurança" e "fogo", e o outro escolhendo entre tiro único, 300 tiros por minuto e 700 tiros por minuto. Variações adicionais da arma dispensariam as diferentes cadências de tiro e os modelos seriam simplificados e seriam de fogo selecionado, mas apenas disparariam 300 tiros por minuto ou 700 tiros por minuto. A arma foi comercializada para o Exército dos Estados Unidos em 1940 como "Atlantic" e foi testada pelo Exército Britânico na mesma época. Ambas as nações decidiram contra a adoção da arma.

## Operadores
- Espanha:[2] Pequenos números usados nos meses finais da Guerra Civil Espanhola.
  - Guarda Civil
  - Exército Espanhol

## Galeria

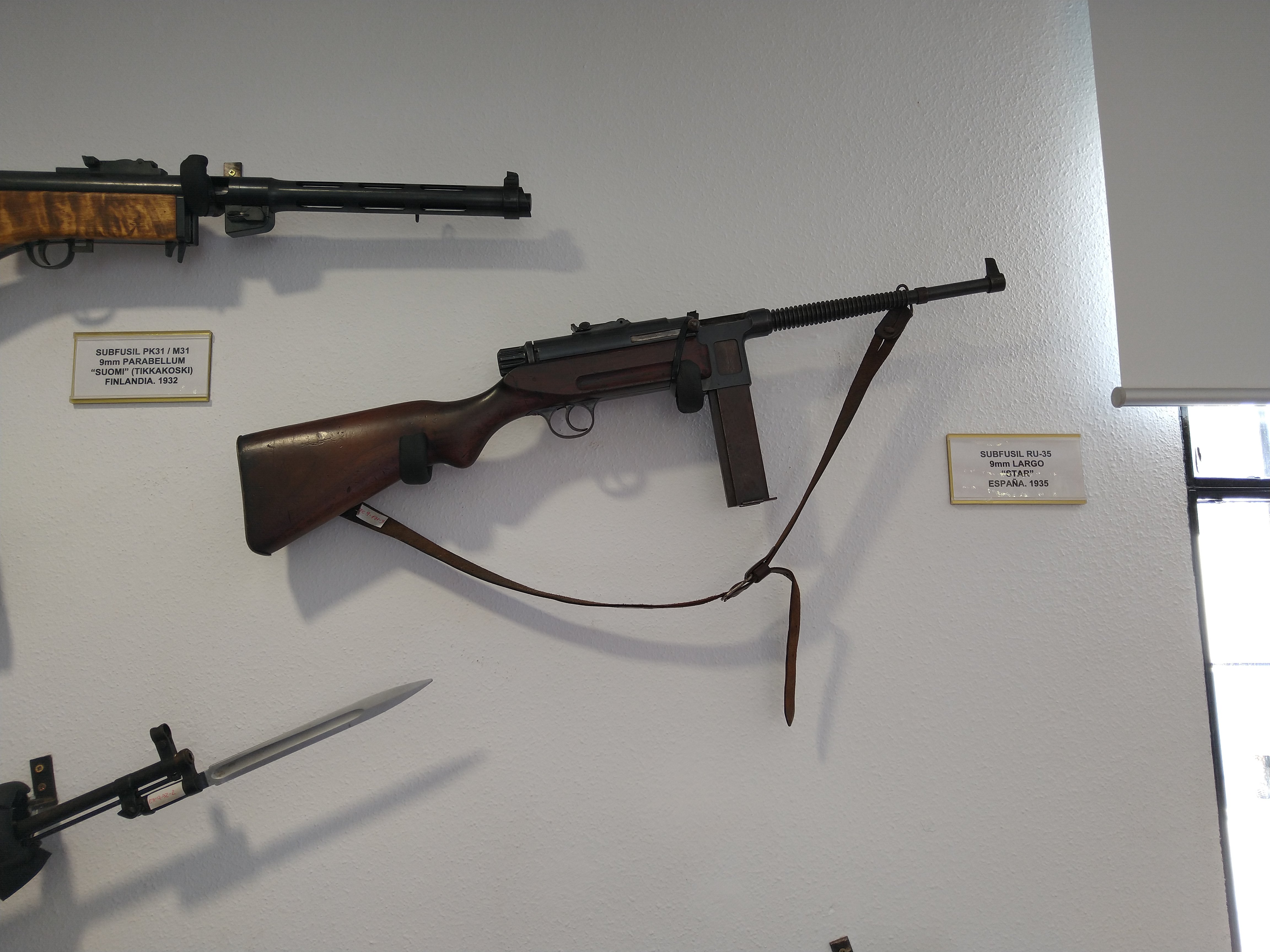
Fotografia de um modelo RU-35 do Star Si-35 na "Colección museográfica de la Legión (Almería)"
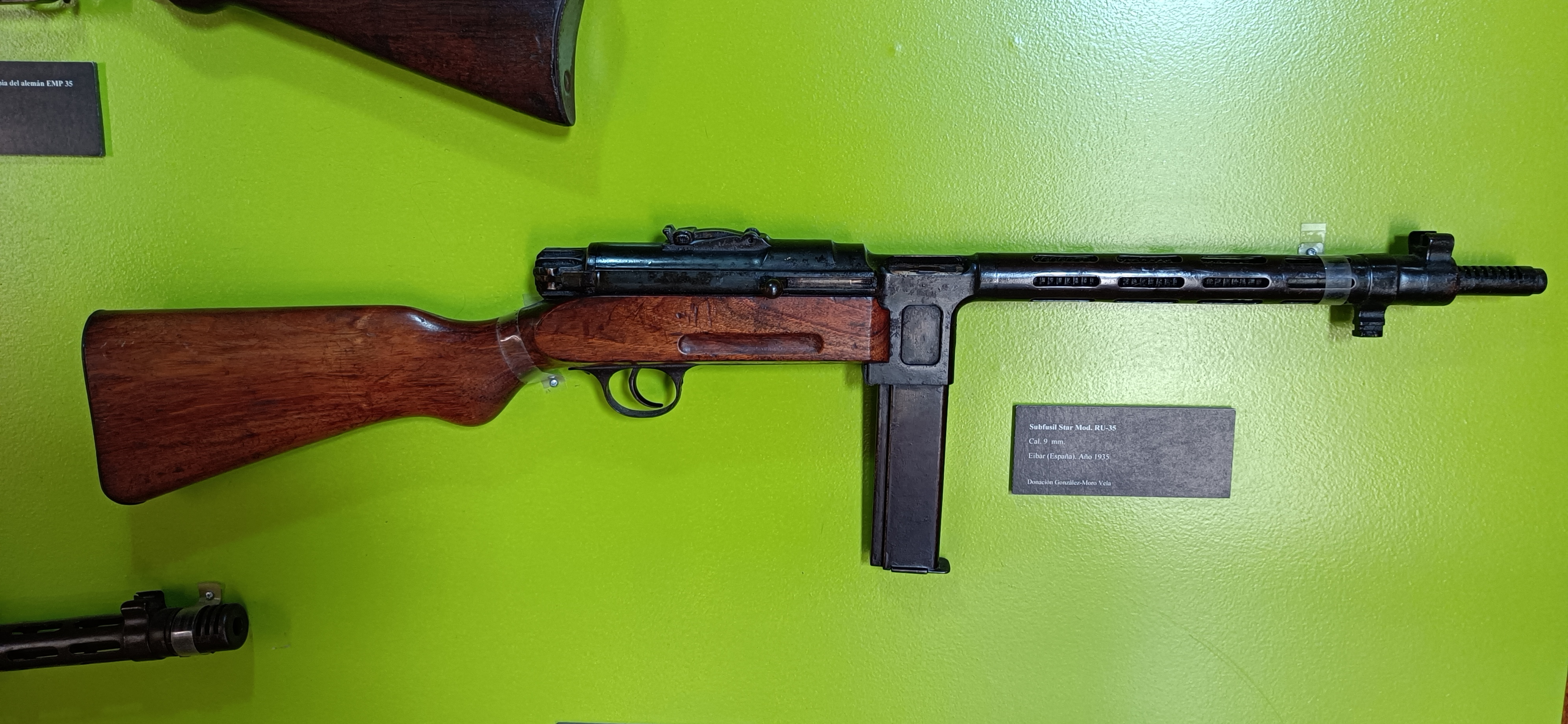
Fotografia do museu